# Castadho
Castadho är en ort i Mexiko.   Den ligger i kommunen Nicolás Flores och delstaten Hidalgo, i den sydöstra delen av landet, 150 km norr om huvudstaden Mexico City. Castadho ligger 1 773 meter över havet och antalet invånare är 219.
Terrängen runt Castadho är bergig åt sydost, men åt nordväst är den kuperad. Terrängen runt Castadho sluttar österut. Runt Castadho är det ganska glesbefolkat, med 40 invånare per kvadratkilometer. Närmaste större samhälle är San Nicolás, 16,7 km norr om Castadho. I omgivningarna runt Castadho växer huvudsakligen savannskog.